# Professeur d'enseignement général de collège
Les professeurs d'enseignement général de collège (PEGC) sont, en France, des agents titulaires de la fonction publique de l'État, régis par le statut général des fonctionnaires et par le décret no 86-492 du 14 mars 1986 fixant leur statut particulier.

## Statut
Les professeurs d'enseignement général de collège ont la particularité d'être dotés d'un statut national mais d'appartenir à des corps académiques. Ces corps appartiennent à la catégorie A de la fonction publique de l'État.
Les corps des PEGC ont été créés en 1969 et sont, historiquement, la suite des professeurs de cours complémentaire devenus après la réforme Berthoin de 1959 professeurs de collège d'enseignement général. Ils ont été initialement constitués par intégration directe de professeurs de collège d'enseignement général puis recrutés par le certificat d’aptitude au professorat d’enseignement général de collège (CAPEGC). Les corps des PEGC ont été mis en extinction par le décret no 2003-1262 du 23 décembre 2003.

## Missions
Les professeurs d'enseignement général de collège participent aux actions de formation dans les collèges, principalement en assurant un service d'enseignement. Ils assurent, à ce titre, le suivi individuel ainsi que l'évaluation des élèves et contribuent à les conseiller dans le choix de leur projet d'orientation.
Leur particularité par rapport aux autres corps d'enseignants du second degré (professeurs certifiés et professeurs agrégés) est d'assurer, normalement, ce service d'enseignement dans deux disciplines. Seuls les PEGC de technologie ont une seule discipline à enseigner.
| Sections | Discipline 1  | Discipline 2        |
| -------- | ------------- | ------------------- |
| I        | Lettres       | Histoire-géographie |
| II       | Lettres       | Langue vivante      |
| III      | Mathématiques | Sciences physiques  |
| IV       | SVT           | Sciences physiques  |
| V        | Français      | Latin               |
| VI       | Lettres       | EPS                 |
| VII      | Mathématiques | EPS                 |
| VIII     | SVT           | EPS                 |
| IX       | Lettres       | Éducation musicale  |
| X        | Mathématiques | Éducation musicale  |
| XI       | Lettres       | Arts plastiques     |
| XII      | Mathématiques | Arts plastiques     |
| XIII     | Technologie   | Technologie         |